# Schoenocaulon pellucidum
Schoenocaulon pellucidum är en nysrotsväxtart som beskrevs av Dawn Frame. Schoenocaulon pellucidum ingår i släktet Schoenocaulon och familjen nysrotsväxter. Inga underarter finns listade.